# Эдди Пресли
«Эдди Пресли» (англ. Eddie Presley) — драматический фильм американского режиссёра Джеффа Барра, снятый в 1992 году по сценарию Дуана Уайтакера, который также сыграл в фильме главную роль. Фильм рассказывает историю неудачливого двойника Элвиса Пресли, решившего подготовить своё триумфальное возвращение на сцену в образе короля рок-н-ролла. Картина основана на спектакле, инсценированном Дуаном Уайтакером в Лос-Анджелесе.

## Сюжет
Эдди Пресли (Дуан Уайтакер) — успешный владелец сети пиццерий. Но против воли своего отца (Джо Эстевез) и матери (роль матери Эдди исполнила настоящая мать актёра — Барбара Уайтакер), он решает продать свой бизнес для того, чтобы осуществить свою давнюю мечту: стать двойником Элвиса Пресли. Спустя несколько лет он живёт в своём фургоне и отчаянно работает. После того, как босс (Лоуренс Тирни) увольняет его с должности ночного сторожа, у Эдди появляется возможность спать ночью. Вскоре он всё-таки добивается концерта в захудалом голливудском баре (управляемом Роско Ли Брауном). После технического сбоя, он продолжает открывать свою душу аудитории в импровизационном моноспектакле, где он признаётся, что провёл время в психиатрической больнице из-за того, что страдал умственным расстройством (всё это показывается зрителям у экранов в ретроспективных кадрах). Тем временем, в его личной жизни тоже всё плохо: его обманывает подруга, которая заканчивает тем, что начинает сниматься в порнографии, оставаясь незамеченной сослуживцем, в которого она искренне влюблена.

## Съёмочная группа
- Джефф Барр — режиссёр / монтажёр
- Уильям Барр — продюсер
- Дуан Уайтакер — сценарист
- Томас Л. Колэуэй — оператор
- Джим Мэнзи — композитор
- Джей Вулфел — монтажёр
- Роберт Эберз — художник-постановщик
- Чак Уильямс — сопродюсер
- Брюс Кричли — ассоциированный продюсер
- Стивен Флик — ассоциированный продюсер
- Боб Шеридэн — звук

## В ролях
| Актёр           | Роль        |
| --------------- | ----------- |
| Дуан Уайтакер   | Эдди Пресли |
| Роско Ли Браун  | доктор      |
| Клу Галахер     | Сид         |
| Стэйси Борджойс | Тиранни     |
| Уильям Пуг      | Ник         |
| Тед Рэйми       | Скутер      |
| Лоуренс Тирни   | Уэст        |
| Иэн Огилви      | Старч       |
| Джо Естевез     | отец Эдди   |
| Шон Х. Феррер   | мать Эдди   |

Квентин Тарантино и Брюс Кэмпбелл исполнили в фильме камео роли работников сумасшедшего дома

## Премьеры
- Январь 1999 — США (Кинофестиваль «Сандэнс»)
- Март 1992 — США (Кинофестиваль «South by Southwest»)
- 8 декабря 1992 — США (Лос-Анджелес, Калифорния)
- 21 апреля 1993 — США (Ограниченный прокат)
- Май 1993 — Франция (Кинорынок в Каннах)
- Октябрь 1997 — США (Американский кинорынок)
- Апрель 2004 — США
- 1 июня 2004 — США (Премьера на DVD)
- 28 сентября 2004 — Канада (Премьера на DVD)
- 13 июня 2005 — Великобритания (Премьера на DVD)

В России в прокат не выходил.

## Релизы на DVD
- Cult Fiction [2 диска] (18 октября 2005, BCI, a Navarre Corporation Company) — кроме «Эдди Пресли» представлены также фильмы: «Galaxy of the Dinosaurs» (1992), «Кикбоксер» (1992) и «Townies» (1999).
- Eddie Presley (13 июня 2005, Odeon)
- Eddie Presley (1 июня 2004, Tempe DVD)
- Eddie Presley [Специальное издание] [2 диска] (1 июня 2004, Tempe DVD) — на втором диске содержатся вырезанные фрагменты, которые не вошли в окончательную версию фильма, а также комментарии режиссёра, актёров и других членов съемочной группы. Также релиз содержит небольшие ролики о фильме, включая видео в память о покойном Лоуренсе Тирни.
- Eddie Presley/Townies [2 диска] (1 июня 2004, Tempe DVD) — в этот релиз вошёл также фильм «Townies» 1999 года.

В России на DVD не издавался.

## Критика
Возможно сыграло роль моё настроение в последнее время, которое заставило меня во-многом идентифицировать себя с главным героем. Или, возможно, это действительно хорошее кино.
Оригинальный текст (англ.)Maybe it's my frame of mind lately that made me identify so much with the title character. Or maybe it's just a really good movie.— Рецензия T. Rigney
- «Эдди Пресли очень близок к прекрасному. Он почти преодолевает препятствия низкого бюджета, чтобы превратиться во что-то действительно классическое» — Билл Гибсон («DVD Talk»)[1].

Фильм заканчивается удивительно острой, тонкой и сильной развязкой.
Оригинальный текст (англ.)Film lead to a surprisingly poignant, subtly powerful denouement.— Рецензия на Washingtontimes.com
- «Когда Эдди Пресли не может выполнить своё обещание, вы хотите попасть внутрь фильма и подтолкнуть его вперёд. Хорошо написанный, чрезвычайно хорошо поставленный, артистичный и сокровенный фильм» — «DVD Verdict»[2].

В картине действительно есть неплохой юмор, но он похоронен за всем тем ворохом страдания, которое источает фильм. Страдание там намеренное, но это не помогает сделать фильм более развлекательным.
Оригинальный текст (англ.)"Eddie Presley" does have some humor, but it is buried in the overriding sense of misery that exudes from the film. This misery is there on purpose, but is certainly doesn’t help make the film any more entertaining.— Рецензия на Bumscorner.com